# 39655 Muneharuasada
39655 Muneharuasada è un asteroide della fascia principale. Scoperto nel 1995, presenta un'orbita caratterizzata da un semiasse maggiore pari a 2,7335690 UA e da un'eccentricità di 0,1101869, inclinata di 5,85950° rispetto all'eclittica.